# Chadefaudia schizymeniae
Chadefaudia schizymeniae är en svampart som beskrevs av Stegenga & Kemperman 1984. Chadefaudia schizymeniae ingår i släktet Chadefaudia och familjen Halosphaeriaceae.   Inga underarter finns listade i Catalogue of Life.